# テッラノーヴァ・ディ・ポッリーノ
テッラノーヴァ・ディ・ポッリーノ（イタリア語: Terranova di Pollino）は、イタリア共和国バジリカータ州ポテンツァ県にある、人口約1,100人の基礎自治体（コムーネ）。

## 地理

### 位置・広がり

#### 隣接コムーネ
隣接するコムーネは以下の通り。括弧内のCSはコゼンツァ県（カラブリア州）所属を示す。
- アレッサンドリア・デル・カッレット (CS)
- カストロヴィッラリ (CS)
- チェルキアーラ・ディ・カラーブリア (CS)
- キアロモンテ
- フランカヴィッラ・イン・シンニ
- サン・コスタンティーノ・アルバネーゼ
- サン・ロレンツォ・ベッリッツィ (CS)
- サン・パオロ・アルバネーゼ
- サン・セヴェリーノ・ルカーノ

## 行政

### 分離集落
テッラノーヴァ・ディ・ポッリーノには、以下の分離集落（フラツィオーネ）がある。
- Casa Del Conte, Destra Delle Donne, San Migalio, Vena Della Ricotta